# Tetrameranthus
Tetrameranthus is een geslacht uit de familie Annonaceae. De soorten uit het geslacht komen voor in tropisch Zuid-Amerika.

## Soorten
- Tetrameranthus duckei R.E.Fr.
- Tetrameranthus globulifer Westra
- Tetrameranthus guianensis Westra & Maas
- Tetrameranthus laomae D.R.Simpson
- Tetrameranthus macrocarpus R.E.Fr.
- Tetrameranthus pachycarpus Westra
- Tetrameranthus trichocarpus Maas & Westra
- Tetrameranthus umbellatus Westra